# Leichtathletik-Europameisterschaften 2010/1500 m der Männer

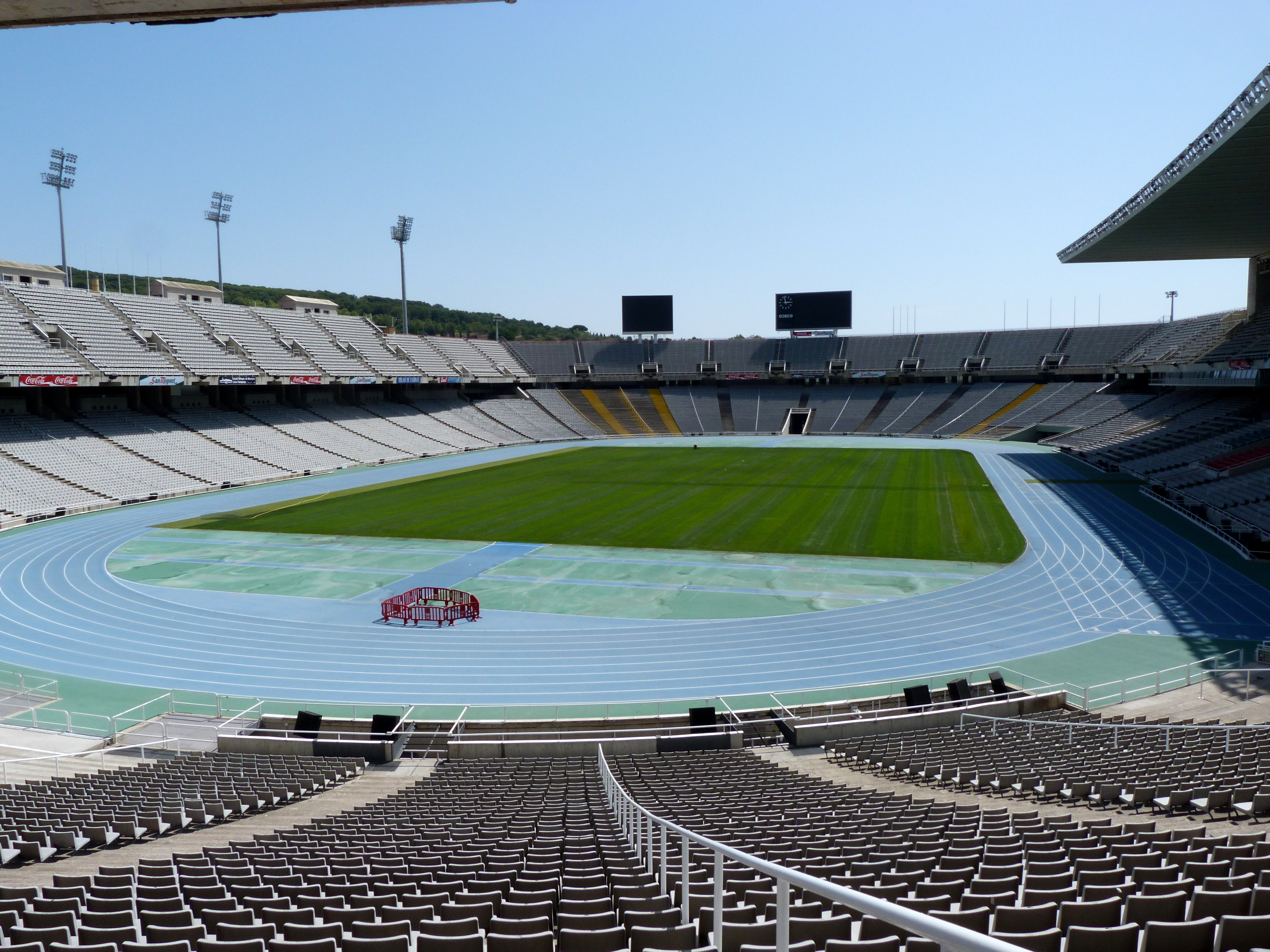
Das Olympiastadion Estadi Olímpic Lluís Companys
Barcelona im Jahr 2012

Der 1500-Meter-Lauf der Männer bei den Leichtathletik-Europameisterschaften 2010 wurde am 28. und 30. Juli 2010 im Olympiastadion Estadi Olímpic Lluís Companys der spanischen Stadt Barcelona ausgetragen.
In diesem Wettbewerb errangen die spanischen Mittelstreckler mit Gold und Bronze zwei Medaillen. Europameister wurde Arturo Casado. Er gewann vor dem Deutschen Carsten Schlangen. Bronze ging an Manuel Olmedo.

## Bestehende Rekorde
| Weltrekord           | 3:26,00 min | Hicham El Guerrouj | Rom, Italien          | 14. Juli 1998   |
| Europarekord         | 3:28,95 min | Fermín Cacho       | Zürich, Schweiz       | 13. August 1997 |
| Meisterschaftsrekord | 3:35,27 min | Fermín Cacho       | EM Helsinki, Finnland | 9. August 1994  |

Der bestehende EM-Rekord wurde bei diesen Europameisterschaften nicht erreicht. Die schnellste Zeit erzielte der später im Finale viertplatzierte Spanier Reyes Estévez im zweiten Halbfinale mit 3:40,89 min, womit er 5,62 s über dem Rekord blieb. Zum Europarekord fehlten ihm 11,94 s, zum Weltrekord 14,89 s.

## Vorrunde
Die Vorrunde wurde in zwei Läufen durchgeführt. Die ersten vier Athleten pro Lauf – hellblau unterlegt – sowie die darüber hinaus vier zeitschnellsten Läufer – hellgrün unterlegt – qualifizierten sich für das Finale.

### Vorlauf 1

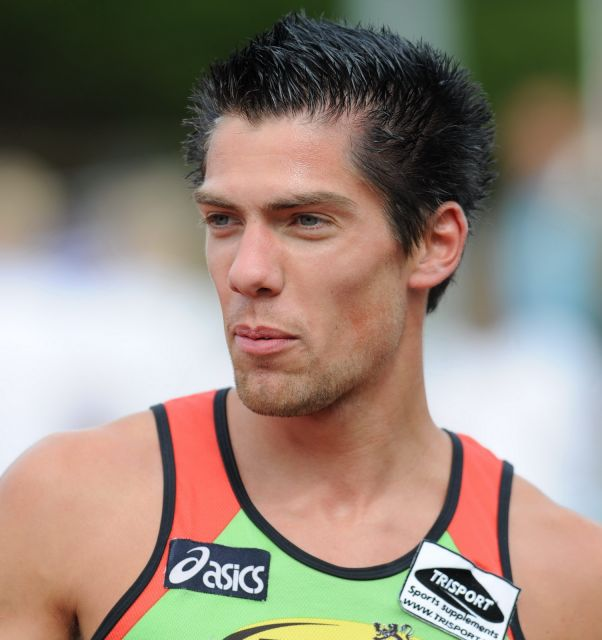
Kim Ruell fehlte etwa eine halbe Sekunde, um über seine gelaufene Zeit, im Finale dabei zu sein

28. Juli 2010, 20:40 Uhr
| Platz | Name                 | Nation         | Zeit (min) |
| ----- | -------------------- | -------------- | ---------- |
| 1     | Andrew Baddeley      | Großbritannien | 3:41,46    |
| 2     | Manuel Olmedo        | Spanien        | 3:41,47    |
| 3     | Carsten Schlangen    | Deutschland    | 3:41,65    |
| 4     | Colin McCourt        | Großbritannien | 3:41,77    |
| 5     | Christian Obrist     | Italien        | 3:42,02    |
| 6     | Yoann Kowal          | Frankreich     | 3:42,06    |
| 7     | Goran Nava           | Serbien        | 3:42,40    |
| 8     | Kim Ruell            | Belgien        | 3:42,92    |
| 9     | Morten Toft Munkholm | Dänemark       | 3:43,05    |
| 10    | Rory Chesser         | Irland         | 3:44,01    |
| 11    | Rizak Dirshe         | Schweden       | 3:44,40    |
| 12    | Jonas Hamm           | Finnland       | 3:44,98    |
| 13    | Morten Velde         | Norwegen       | 3:45,20    |

### Vorlauf 2

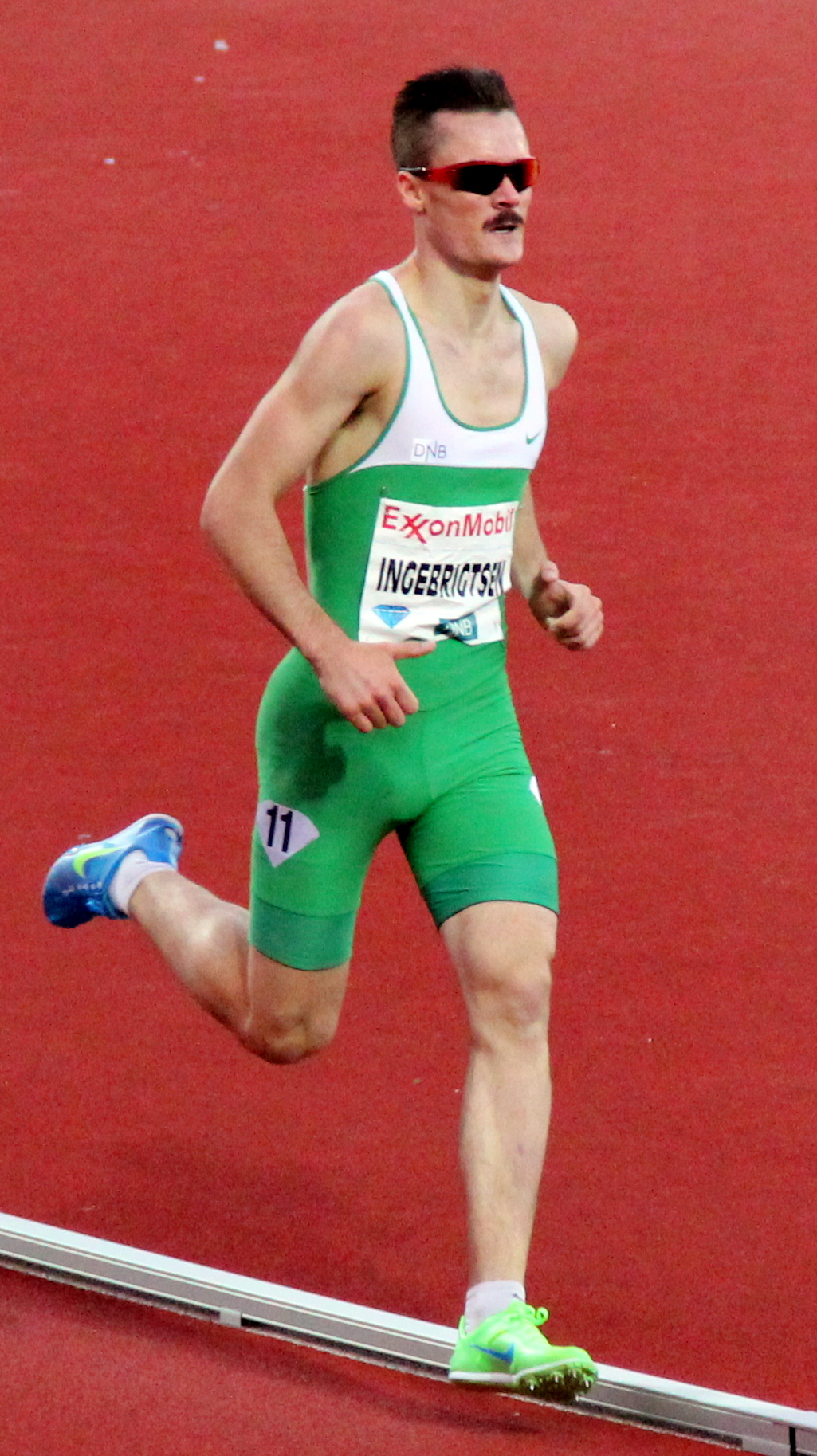
Henrik Ingebrigtsen – als erster der Ingebrigtsen-Brüder international unterwegs – schied als Sechster seines Vorlaufs sehr knapp aus

28. Juli 2010, 20:50 Uhr
| Platz | Name                 | Nation         | Zeit (min) |
| ----- | -------------------- | -------------- | ---------- |
| 1     | Reyes Estévez        | Spanien        | 3:40,89    |
| 2     | Arturo Casado        | Spanien        | 3:40,98    |
| 3     | Tom Lancashire       | Großbritannien | 3:41,68    |
| 4     | Mateusz Demczyszak   | Polen          | 3:42,15    |
| 5     | Andreas Vojta        | Österreich     | 3:42,16    |
| 6     | Henrik Ingebrigtsen  | Norwegen       | 3:42,62    |
| 7     | Kristof Van Malderen | Belgien        | 3:42,80    |
| 8     | Niclas Sandells      | Finnland       | 3:42,82    |
| 9     | Thomas Chamney       | Irland         | 3:43,60    |
| 10    | Mikael Bergdahl      | Finnland       | 3:43,90    |
| 11    | Dmitrijs Jurkevičs   | Lettland       | 3:45,21    |
| 12    | Moritz Waldmann      | Deutschland    | 3:48,60    |
| 13    | Péter Szemeti        | Ungarn         | 3:52,14    |
| 14    | Niels Verwer         | Niederlande    | 3:52,67    |

## Finale
30. Juli 2010, 22:00 Uhr
| Platz | Name               | Nation         | Zeit (min) |
| ----- | ------------------ | -------------- | ---------- |
| 1     | Arturo Casado      | Spanien        | 3:42,74    |
| 2     | Carsten Schlangen  | Deutschland    | 3:43,52    |
| 3     | Manuel Olmedo      | Spanien        | 3:43,54    |
| 4     | Reyes Estévez      | Spanien        | 3:43,67    |
| 5     | Yoann Kowal        | Frankreich     | 3:43,71    |
| 6     | Andrew Baddeley    | Großbritannien | 3:43,87    |
| 7     | Christian Obrist   | Italien        | 3:43,91    |
| 8     | Mateusz Demczyszak | Polen          | 3:44,42    |
| 9     | Colin McCourt      | Großbritannien | 3:44,78    |
| 10    | Tom Lancashire     | Großbritannien | 3:44,92    |
| 11    | Andreas Vojta      | Österreich     | 3:45,68    |
| 12    | Goran Nava         | Serbien        | 3:45,77    |

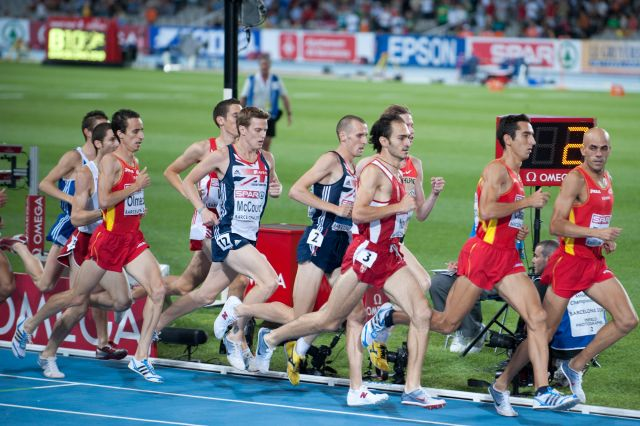
Das 1500-Meter-Finale

Arturo Casado setzte sich bereits zwei Runden vor Schluss an die Spitze des Feldes und gab seine Führung auch im Schlussspurt nicht mehr ab. Der Deutsche Carsten Schlangen, für den die Qualifikation zur Finalteilnahme bereits ein Erfolg darstellte, gewann überraschend Silber vor dem Spanier Manuel Olmedo.

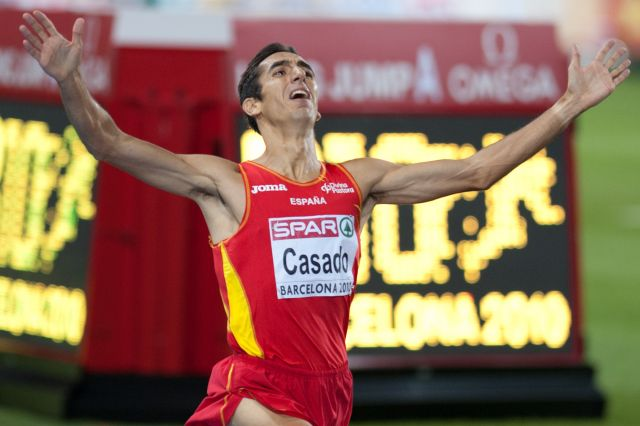
Europameister Arturo Casado im Ziel
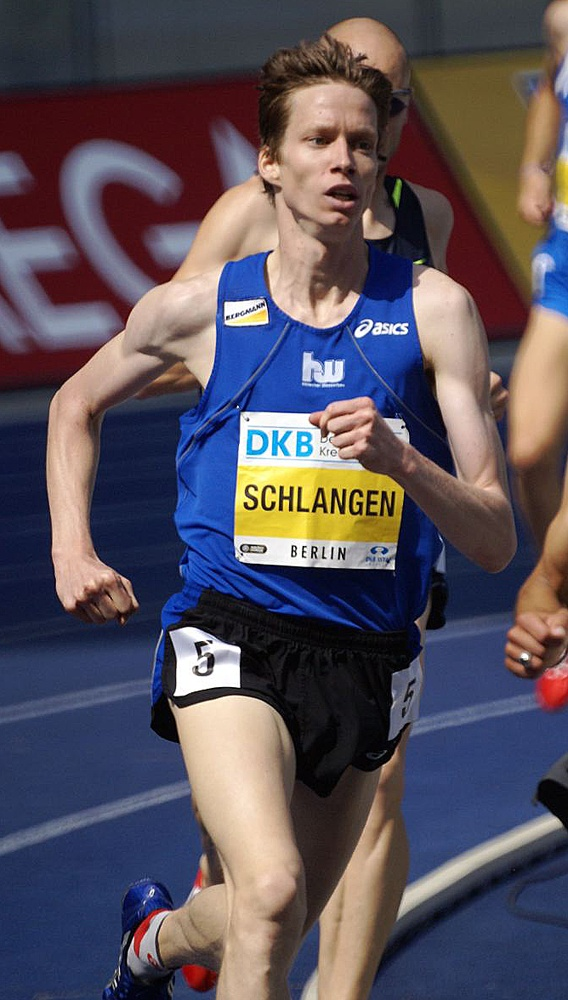
Carsten Schlangen errang als Vizeeuropameister seinen größten Erfolg
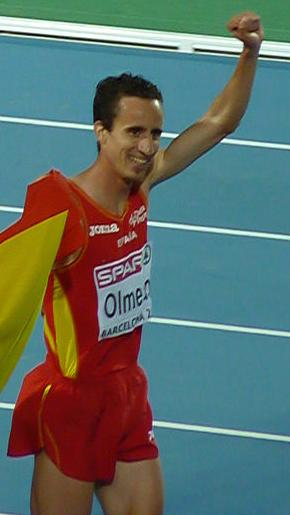
Bronzemedaillengewinner Manuel Olmedo

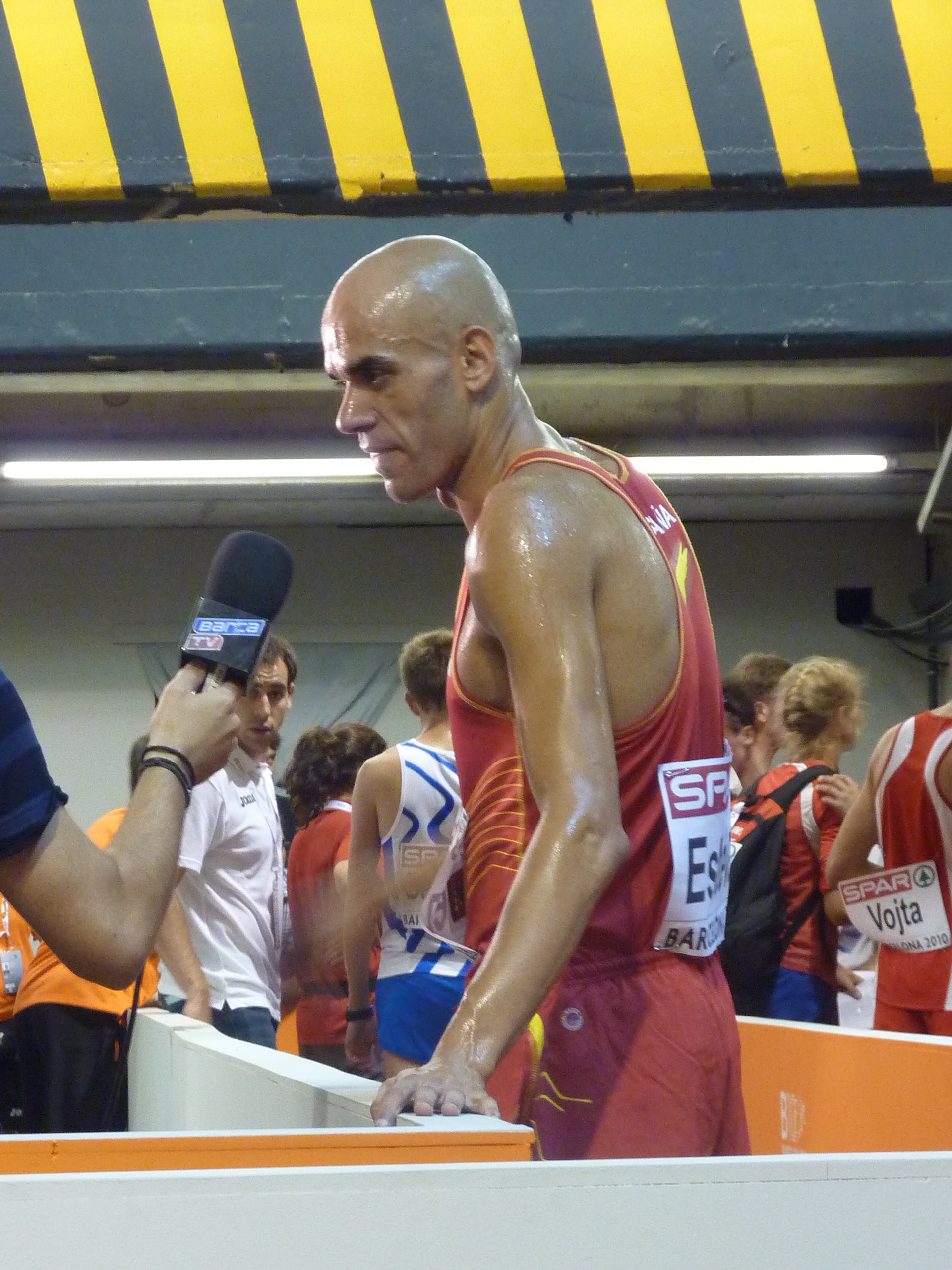
Reyes Estévez, 1998 Europameister, zweifacher WM-Dritter (1977/1999) und 2002 Vizeeuropameister, belegte Rang vier
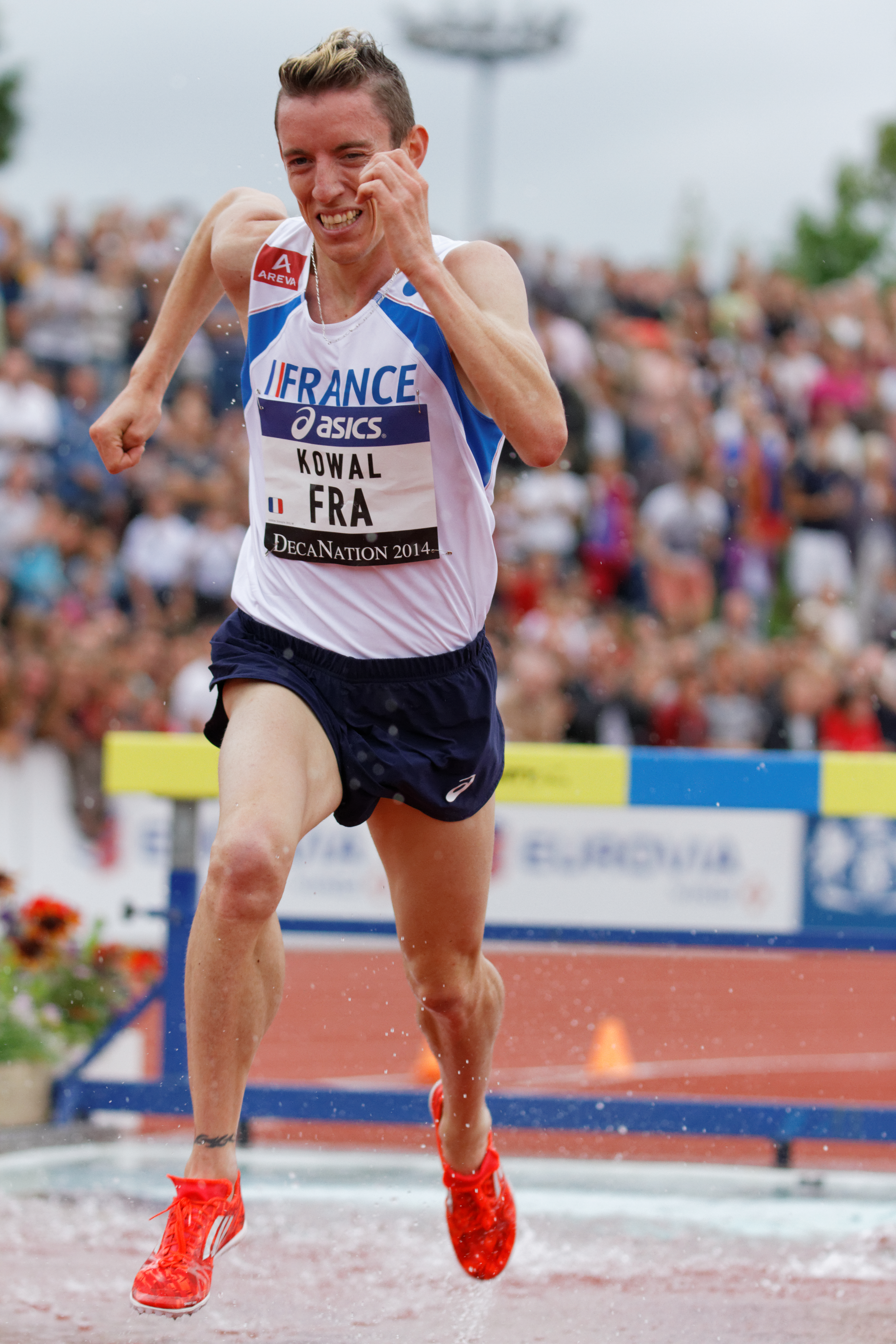
Der fünftplatzierte Yoann Kowal
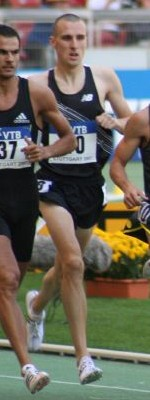
Andrew Baddeley erreichte Platz sechs
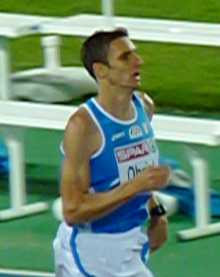
Christian Obrist kam auf den siebten Platz

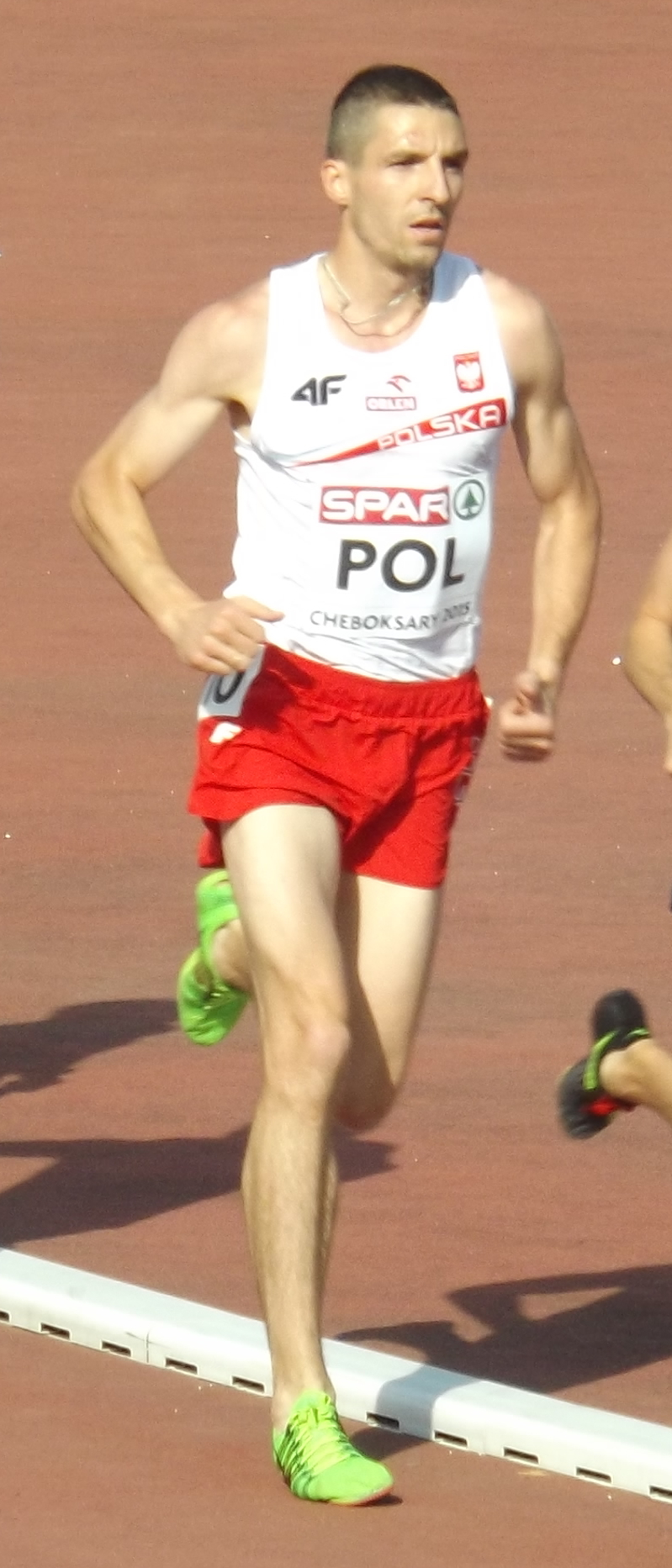
Mateusz Demczyszak – Rang acht
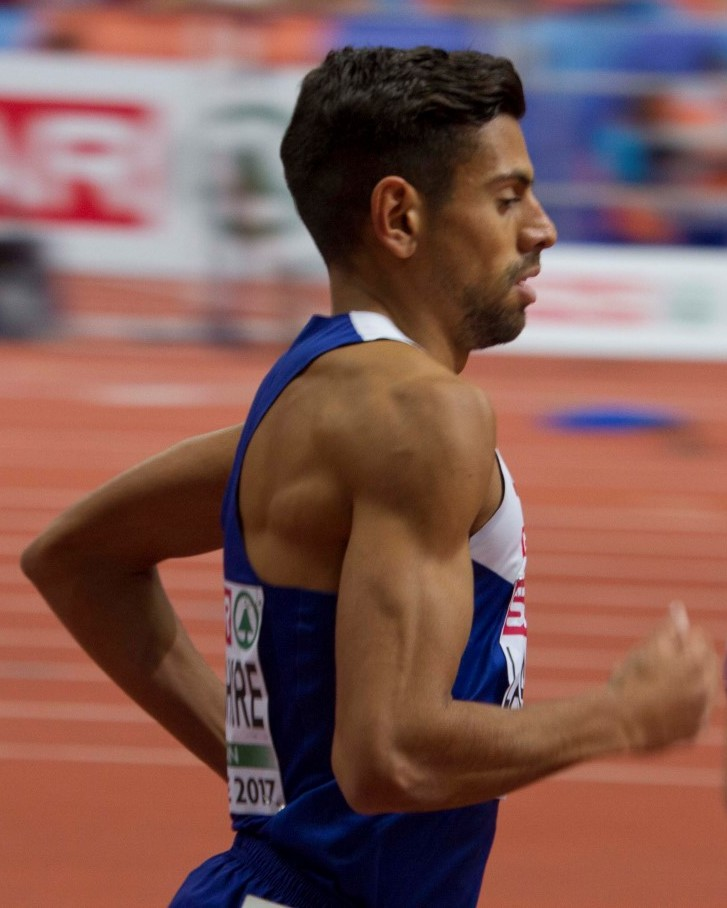
Tom Lancashire wurde Zehnter in diesem Finale
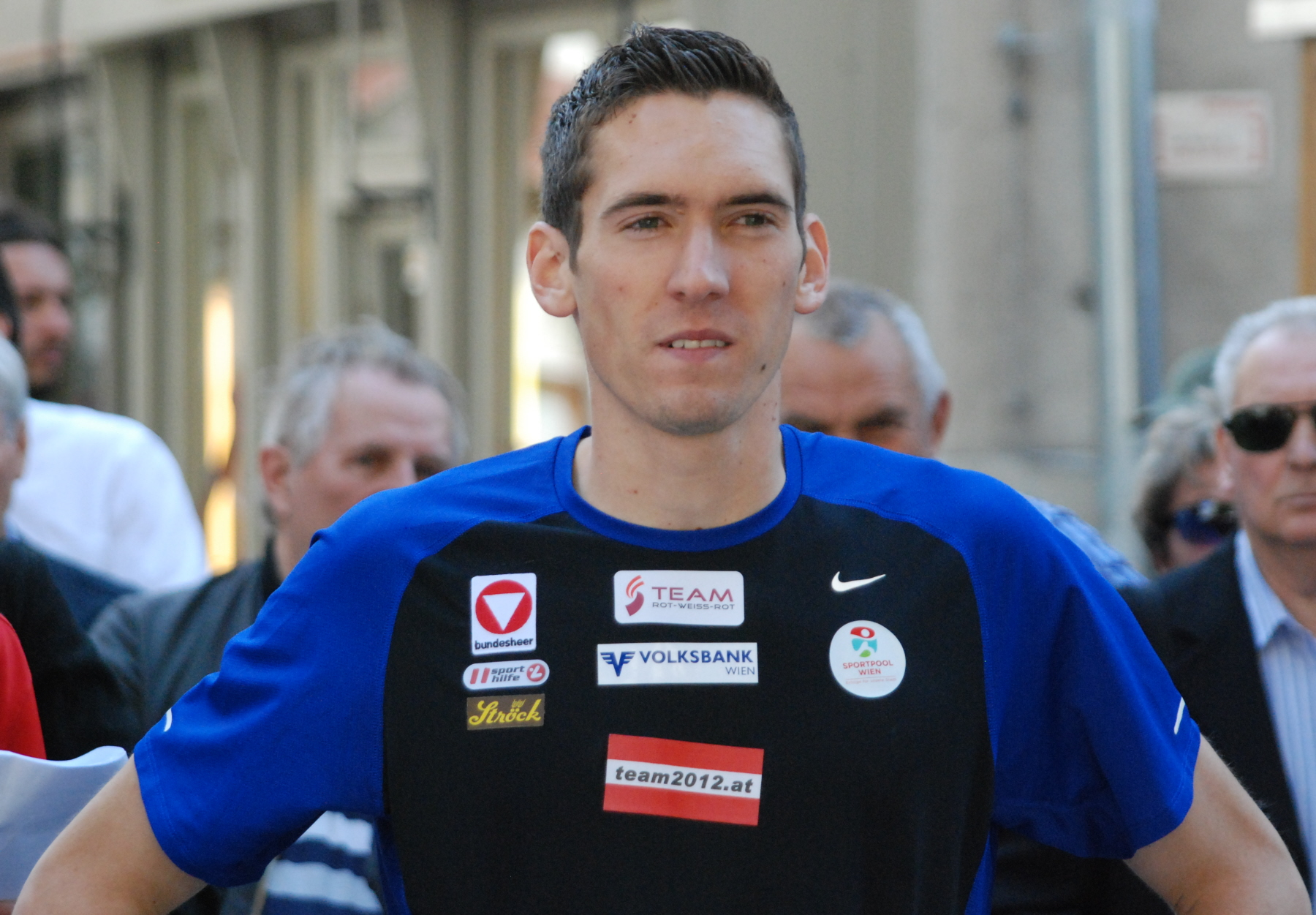
Andreas Vojta – Platz elf
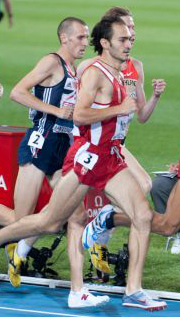
Goran Nava (Nr. 3) – Zwölfter

## Videolink
- 1500m men Final 20th European Athletics Championships Barcelona 2010 HD, youtube.com, abgerufen am 12. Dezember 2019